# Boubker Lazrak
 (juillet 2024).
Boubker Lazrak est un ancien arbitre marocain de football.
Né à rabat en 1919, Boubker Lazrak commença sa carrière sportive en tant qu’arbitre de basket ball section féminine. A l’instar de la plupart des jeunes marocains d’antan qui pratiquaient deux, voire trois sports en même temps, il arbitra des championnats de quartier qui se pratiquaient sur des terrains vagues.
Boubker Lazrak avait participé également au premier championnat Pana-Arabe à Beyrouth au Liban, la délégation marocaine s’était divisée en deux pour le défilé d’ouverture l’une avec le drapeau marocain, Boubker Lazrak ayant défilé avec le reste de la délégation marocaine avec un drapeau algérien.
Enfin en 1957, il avait arbitré la première coupe du trône du Maroc en présence de Sa Majesté Mohamed V, ce fut d’ailleurs sa dernière apparition sur un terrain de football en tant qu’arbitre.
Par ailleurs, l’activité footballistique le suivait partout :
-	 Il fut délégué de terrain pour les différents championnats marocains,
-	Il créa au sein de la FRMF, la première école d’arbitrage,
-	En tant que directeur des affaires pénitentiaires, il autorisa les matchs de football entre détenus.
-	Il introduisit la pratique du sport dans les écoles nationales marocaines (écoles Mohamed-V dans la médina de Rabat) et surtout à l’école Guessous dans le quartier des orangers. Il eut l’idée d’acheter une calèche pour transporter à tour de rôle avec d’autres enseignants, les élèves de la médina au quartier des Orangers.
-	Il se faisait prêter du centre sportif de la base américaine à Kénitra, des films de match de basket au bénéfice des détenus.

## Carrière
Il a dirigé pleins des matches, dont :
- Coupe du Maroc de football 1956 (finale)[1]
- Coupe de l'Indépendance (Maroc) 1956 (finale)